# Pero longisecta
Pero longisecta là một loài bướm đêm trong họ Geometridae.